# 베어섬 (오스트레일리아)
베어섬(Bare Island)은 오스트레일리아 뉴사우스웨일스주 시드니 남동부에 있는 섬이다. 시드니 중심 업무 지구에서 남동쪽으로 16km떨어진 곳 보타니 만 입구에 가까이 있다. 주(州) 유산에 등록됐으며 베어섬에 있는 구(舊) 요새는 19세기 후반 해안 방어 기술을 보여준다. 베어섬은 라페루즈와 다리로 이어져있으며 요새 유적에 입장하려면 가이드가 동반되어야 한다. 베어섬 주변 해역은 스쿠버다이빙 장소로 유명하다. 미션 임파서블 2와 이스트 웨스트 101 촬영이 이뤄졌다.

## 역사
베어섬 요새 건설은 1877년 결정됐는데 34,000파운드의 공사비를 동원해 1885년에 완공됐으며 1889년부터 운영을 시작했다. 이 요새는 1902년 폐쇄되고 군인을 주둔하는 것으로 대체됐으며 1912년부터 1963년에는 퇴역 군인들을 위한 공간으로 쓰였다. 그 후에는 박물관이 되었다.

## 갤러리

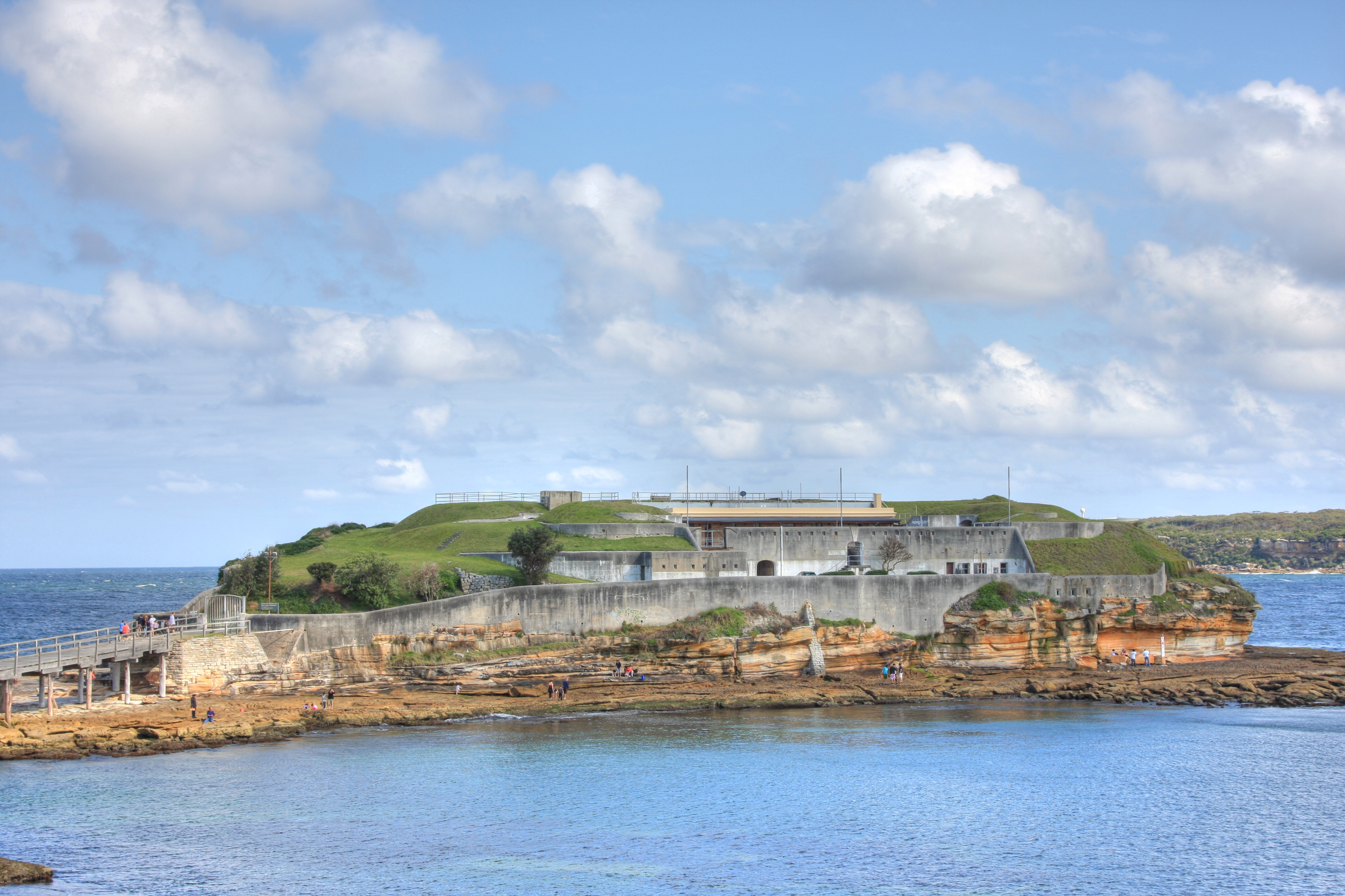
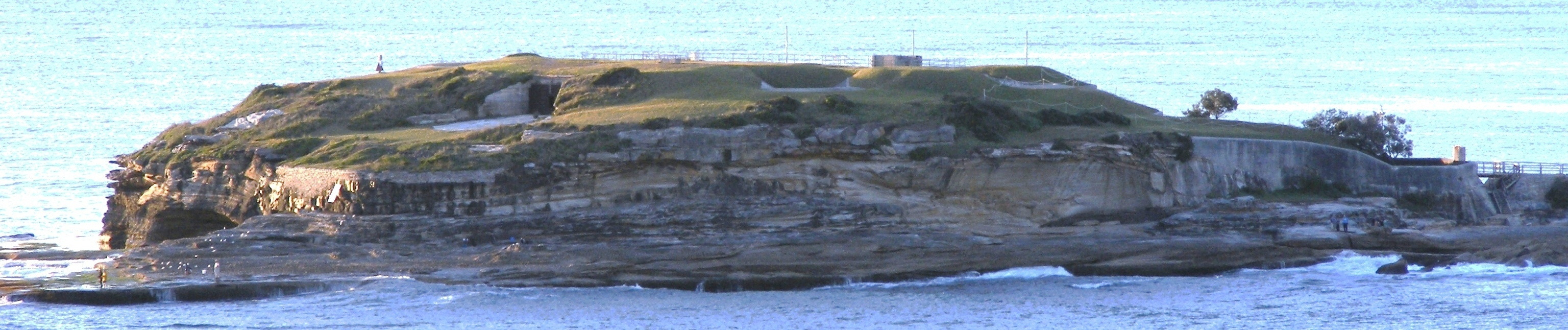
헨리 헤드에서 바라본 베어섬
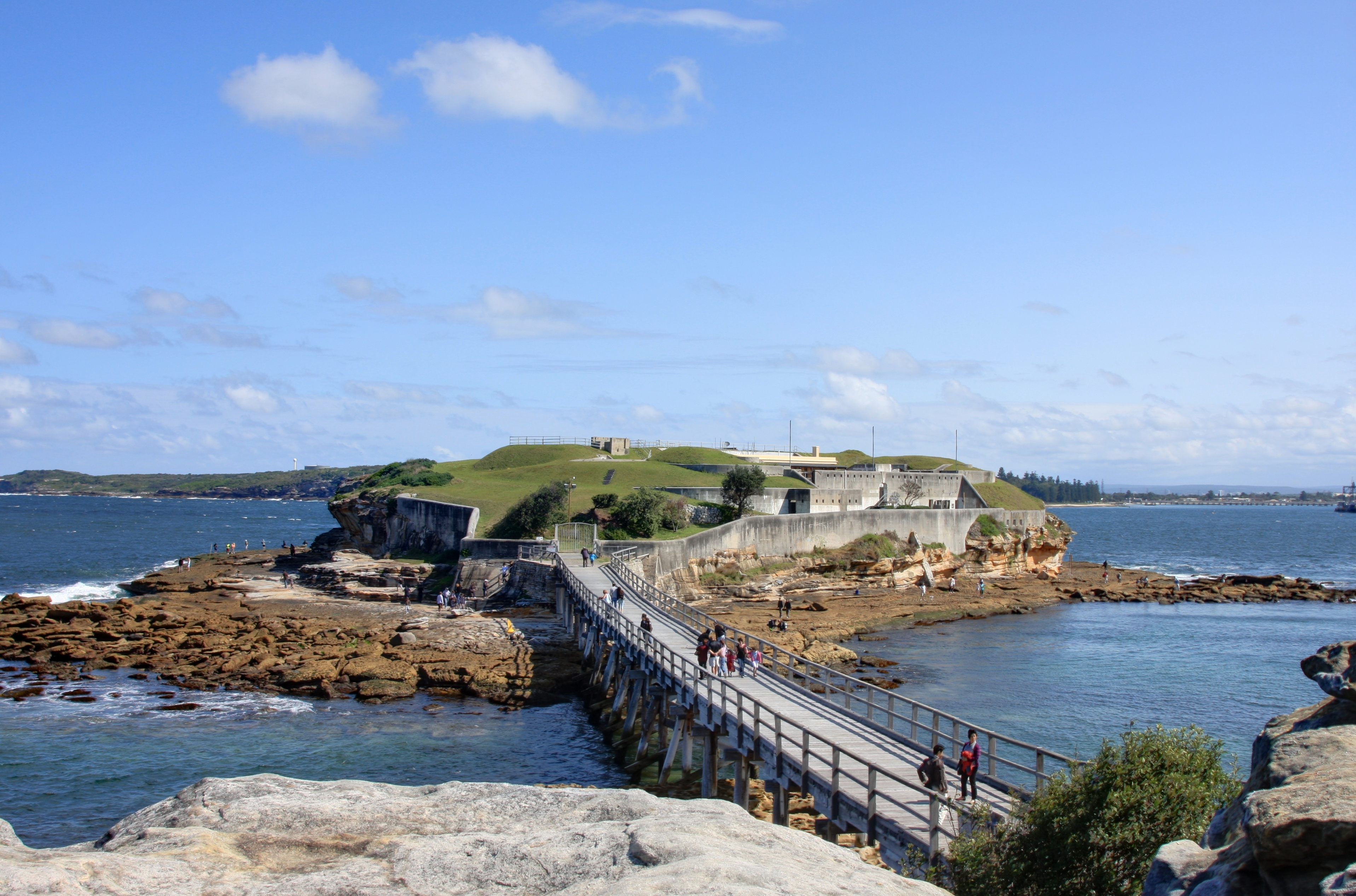
라페루즈와 베어섬을 잇는 다리

## 같이 보기
- 오스트레일리아의 섬 목록